# Адміністративний поділ Абхазії
У радянський час територія Абхазької АРСР поділялася на 6 районів (абх. араион), названих за їхніми адміністративними центрами: Гагрський, Гудаутський, Сухумський, Очамчирський, Гульрипшський і Гальський. Такий самий розподіл зберігся тепер у документах Грузії.
У самій же частково визнаній республіці в цей час існує 7 районів: 6 вище перерахованих плюс Ткуарчалський район, що був утворений в 1995 році на частині територій Очамчирського і Гальського районів.

## Столиця
Місто Сухумі — столиця республіки — має статус міста республіканського значення, окремого від однойменного району.
Республіка Абхазія складається з історичних земель: Садз, Бзип, Гума, Дал-Цабал, Абжуа, Самирзакан, на яких розташовані:
- райони:

Поділяється на 7 районів:
1. Гагрський
2. Гудаутський
3. Сухумський
4. Гульрипський
5. Очамчирський
6. Ткуарчалський
7. Гальський

- Міста: Сухумі, Ткварчелі, Гагра, Гудаута, Очамчіре, Галі, Новий Афон;
- Селища міського типу: Цандрипш, Піцунда, Бзипь, Мюссера, Гульріпш;
- Сіл — 512[1].